# شرکت هیولاها
شرکت هیولاها (به انگلیسی: Monsters, Inc.) یک فیلم پویانمایی کمدی آمریکایی محصول سال ۲۰۰۱ است که توسط استودیوی انیمیشن پیکسار از والت دیزنی پیکچرز تولید شده است. کارگردانی پیت داکتر و شرکت آمریکایی استودیو انیمیشن پیکسار می‌باشد. پس از آن یک فیلم (پیش‌درآمد) به نام دانشگاه هیولاها ساخته شد؛ سپس پس از ۲۰ سال دیزنی از این فیلم یک سریال به نام هیولاها در محل کار ساخته است که ادامهٔ این فیلم است.

## داستان فیلم
در سرزمین هیولاها برای تهیه انرژی روش خاصی وجود دارد، هیولاها با ترساندن بچه‌ها از صدای جیغ آن‌ها انرژی تهیه می‌کنند، همچنین شرکت با مشکل تأمین انرژی مواجه است؛ زیرا کودکان دیگر مثل سابق نمی‌ترسند. البته رئیس کارخانه به هیولاها تلقین کرده که هیچ چیز به اندازه یک کودک خطرناک نیست و حتی یک تماس آن‌ها می‌تواند باعث مرگ شود. سالی و مایک دو شخصیت قهرمان داستان هستند که در این کارخانه جزء کارمندان نمونه در ترساندن بچه‌ها می‌باشند. روزی بر اثر اشتباه سالی و مایک یک کودک وارد دنیای هیولاها می‌شود. و همه چیز را به هم می‌ریزد ولی در این بین سالی و مایک کشف می‌کنند که صدای خنده کودکان انرژی بیشتری تولید می‌کند و روش کار کارخانه به کلی تغییر می‌کند و در آخر سالی رئیس شرکت هیولاها می‌شود.

## صداپیشگان
- جان گودمن به جای جیمز پی سالیوان:غول بزرگ و مهربانی که در ابتدا بچه‌ها را می‌ترساند، اما بعد متوجه می‌شود آن‌ها خطری برای هیولاها ندارند و خندهٔ آن‌ها انرژی بیشتری تولید می‌کند. نسخه فارسی: محمدرضا علیمردانی
- بیلی کریستال به جای مایک وازسکی:دستیار و دوست صمیمی سالیوان، خودش یک هیولای کوچک، گرد و یک‌چشم است. وحید نفر
- مری گیبس به جای بو:دختر ۲ ساله‌ای که به دنیای هیولاها راه پیدا می‌کند. این نام را سالیوان برای او انتخاب می‌کند. نام اصلی او ماری است.
- استیو بوسمی به جای راندال باکس: رقیب بدجنس سالیوان که یک مارمولک است و توانایی غیب شدن و تغییر رنگ دارد. مجید آقاکریمی
- جیمز کابرن به جای هنری واترنوز: رئیس شرکت هیولاها که فردی بدجنس است و با این که می‌داند بچه‌ها خطری برای هیولاها ندارند، این را به کسی نمی‌گوید. هومن شباهنگ
- جنیفر تیلی به جای سلیا: او معشوقهٔ مایک و منشی شرکت است. سودابه کریمی
- باب پیترسون به جای رز منشی: او منشی طبقهٔ «ترساندن بچه‌ها» است. در آخر مشخص می‌شود که او مأمور مخفی «سازمان ویژه ردیابی بچه‌ها» بوده است. مجید آقاکریمی
- جان راتزنبرگر به جای یتی: هیولایی مهربان که مایک و سالیوان در هیمالیا با او برخورد می‌کنند. محمدرضا علیمردانی

## جوایز و افتخارات
- هفتاد و چهارمین دوره جوایز اسکار

| قسمت                  | نامزد                       | نتیجه    |
| --------------------- | --------------------------- | -------- |
| بهترین فیلم پویانمایی | پیت داکتر و جان لستر        | نامزدشده |
| بهترین موسیقی فیلم    | رندی نیومن                  | نامزدشده |
| بهترین ترانه          | رندی نیومن                  | برنده    |
| بهترین تدوین صدا      | گری رایدستورم و مایکل سیلوز | نامزدشده |

## دوبله فارسی
- مدیر دوبلاژ: مهرداد رئیسی
- جیمز پی سالیوان: محمدرضا علیمردانی
- مایک وازوسکی: وحید نفر
- رندال باکس: مجید آقاکریمی
- فنگاس (همکار رندال): محمدرضا علیمردانی
- آقای اب دماغ: هومن شباهنگ
- سیلیا: سودابه کریمی
- رز: مجید آقاکریمی
- یتی: محمدرضا علیمردانی